# 迪克蘭·圖萊尼
迪克蘭·圖萊尼（英語：Dikran Tulaine，1956年6月23日—），英格蘭和亞美尼亞男演員、有聲書旁白者和作家。他曾出演電視劇《諜海黑名單》 （2013年至2021年）、《陰屍路》（2021年至2022年）和《暗夜情報員》（2025年），也參演了電影《黑騎士》（2001年）和《私法正義》（2011年）、《特種部隊2：正面對決》（2013年）。

## 早年
迪克蘭·圖萊尼生於倫敦，家人追隨父親的醫學事業。他在中東、加勒比地區和美國長大。他在美國賓夕法尼亞州匹茲堡度過青少年時期後，20世紀70年代中期回到倫敦追求自己的興趣並進入戲劇學校學習。1976年，當瘋子樂團於康登鎮剛成立時，樂團名稱為「北倫敦入侵者」（The North London Invaders），圖萊尼只擔任了一次演出的主唱。

## 外部連結
- Dikran Tulaine's plays
- 迪克蘭·圖萊尼在互联网电影资料库（IMDb）上的資料（英文）